# Msukaligwa
Msukaligwa (officieel Msukaligwa Local Municipality) is een gemeente in het Zuid-Afrikaanse district Gert Sibande.
Msukaligwa ligt in de provincie Mpumalanga en telt bijna 150.000 inwoners.

## Hoofdplaatsen
Het nationaal instituut voor de statistiek, Stats SA, deelt sinds de census 2011 deze gemeente in in 13 zogenaamde hoofdplaatsen (main place):
Breyten • Camden • Chrissiesmeer • Davel • Ermelo • Jericho • Jerico Dam Nature Reserve • KwaDela • Lothair • Morgenstond Dam Nature Reserve • Msukaligwa NU • Sheepmoor • Warburton.